# Torre Sant'Angelo (Rossano)
La Torre Sant'Angelo, detta anche Torre Stellata, è situata sul lungomare del lido Sant'Angelo a circa 150 m dalla battigia, sul litorale ionico nel comune di Corigliano-Rossano, nell'area urbana di Rossano.
La costruzione risale al 1543 e faceva parte del sistema di fortificazioni costruite su tutta la costa calabrese a difesa del territorio dalle incursioni saracene. Inoltre fungeva da deposito funzionale all'adiacente struttura doganale rossanese.

## Storia
L'edificio fu costruito per volontà del re di Napoli Ferrante d'Aragona con l'appoggio della principessa di Rossano Bona Sforza d'Aragona: quando le incursioni dei pirati turchi divennero più gravi e minacciose, egli dispose che le città marine più esposte della Calabria ionica fossero dotate di castelli fortificati e di torri di avvistamento. Alla fine del Cinquecento la torre disponeva di un'efficientissima artiglieria. Verso la metà del 600, nella parte settentrionale della Calabria, si potevano contare ben 33 torri.
Verso la metà dell'Ottocento al lido Sant'Angelo approdavano numerosissimi bastimenti di piccolo cabotaggio, navi leggere, barche e qualche nave che trasportavano in Italia e all'estero i prodotti tipici di Rossano. Sorsero, pertanto, nei pressi della torre numerosi edifici per lo stoccaggio dei prodotti destinati all'esportazione.
La Torre, che dal 1980 è di proprietà comunale, è stata sottoposta a lavori di restauro dal 1992 al 1995. Oggi viene utilizzata per l'organizzazione di eventi e mostre.

## Descrizione
L'edificio presenta un impianto planimetrico stellare a quattro punte, tipicamente rinascimentale. La pianta è perfettamente inscritta in una circonferenza di m 16.50 di raggio ed è racchiusa in un quadrato di m 23.70 di lato di cui le punte della stella toccano gli angoli. Al centro della costruzione si trova un pozzo di forma quadrata che percorre l'intera struttura, posta su due livelli, e aveva la doppia funzione di approvvigionamento dell'acqua e di comunicazione verticale interna.
Intorno al pozzo, al piano terra, si sviluppa una galleria anulare voltata a botte con arconi di rinforzo sulle diagonali. L'interno delle salette, in corrispondenza delle quattro punte della stella, sono di forma esagonale coperte da volte ogivali. I due livelli hanno ingresso indipendente: al piano terra si accede dal lato nord, al primo piano da quello sud. Per accedere al terrazzo si percorre una ripida scala all'interno. Notevole è lo spessore dei muri, che varia da 1.5 a 3 m, a protezione dai cannoneggiamenti. La struttura non presenta alcun elemento decorativo e ornamentale; la muratura è formata da pietrame misto con inserti di mattoni, materiale di risulta dell'antico arsenale di Thurium che sorgeva in quel luogo.
La torre Sant'Angelo concilia perfettamente il ruolo di guardia e avvistamento con la dimostrazione del potere nobiliare e la creatività architettonica. Importante è la presenza nelle sue adiacenze di un antico fondaco ben conservato che testimonia l'indubbia importanza economica e sociale assunta dalla città di Rossano in un periodo storico che abbraccia sei secoli: bizantino, normanno,e longobardo.